# Francine Laurans
Francine Laurans, de son vrai nom Francine N'Toumi, née en 1962 au Congo, est une romancière congolaise.
Elle quitte le Congo à l'âge de 12 ans et s'installe en France où elle poursuit ses études. En 1989, elle publie à Paris son premier roman intitulé Tourmente sous les tropiques. Le roman raconte l'histoire d'amour entre Geoffrey le directeur général d'une brasserie à Brazzaville et Michèle cadre au sein de l'entreprise. 
Laurans, son nom de plume, est un nom qu'elle a créé en combinant les prénoms de ses parents Laurentine et Anatêle.